# 神誌
神誌或神誌氏（朝鮮文：신지씨），為檀君朝鮮時期一名主命的官吏。

1911年成书的《桓檀古記》（환단고기）的編撰者桂延壽（계연수）的主張，神誌氏即古神誌氏之後，并发明朝鲜文字。
|  | 檀君既建都於壬儉城，乃築城郭，建宮室，置主命、主穀、主兵、主刑、主病、主善惡及主忽諸官……神誌氏即古神誌氏之後，下皆倣此爲馬加，曰主命。 |

相傳是其發明了古朝鮮文字，作為傳說，神誌的传说有抄袭黄帝时期仓颉造字的嫌疑。据朝鲜官方宣称的檀君陵里有石人像区，该区的石阶左右两旁立有檀君之子和其他亲信臣僚石像。在亲信臣僚石像中，东边的第一个石像便是神誌像。 
古朝鮮文字的形態由直線、曲線及圓點所組成，與大篆及小篆全由線條所組成略有不同。從形態上來看，古朝鮮文字與秦朝以小篆統一全國文字以前在齊、魯、燕、趙一帶所流行的「簡化大篆」相似。据朝鲜官方宣称在平安北道龙川郡新岩里出土的陶器里刻有神誌文字模样的两个字，在中国辽宁省古朝鲜时期古墓中出土的陶器里，也刻有与此相似的两个字。出土文物中共找出有16个不同的的象形文字或符号，为这种‘神誌文字’传说的原型。 中国辽宁省喀左县平房子乡北洞村出土殷晚期青铜器中，方鼎内底中心有铭文“亚侯”，佐证是在箕子之国发掘，而箕子朝鲜实际为侯国。在箕侯国发掘的青铜器铭文则为大篆的一种。
箕子朝鲜从中原迁出之际,燕国，孤竹国等地也有大量东夷移民进入箕子朝鲜地区，而此段时期正为青铜器文化的顶峰。

### 引用
1. ↑  邱华东 的存檔，存档日期2010-12-09.